# Jiekkevárri
Der Jiekkevárri (auch Jiehkkevárri oder Jiekkevarre) ist mit 1834 m der höchste Berg der norwegischen Provinz Troms.
Er ist Teil der Lyngenalpen und befindet sich auf dem Gebiet der Kommune Lyngen auf der Lyngenhalbinsel. Sein Gipfelplateau ist vergletschert, weshalb er auch manchmal als „Montblanc des Nordens“ bezeichnet wird. Die Erstbesteigung erfolgte im Jahr 1899 durch Geoffrey Hastings und Elias Monssen Hogrenning. Die beliebteste Aufstiegsroute erfolgt von Westen über den 1666 moh. hohen Holmbuktstind, von dessen Gipfel man einen hervorragenden Blick über den Sørfjorden hat. Im Frühling kann der Aufstieg mit Skiern erfolgen.

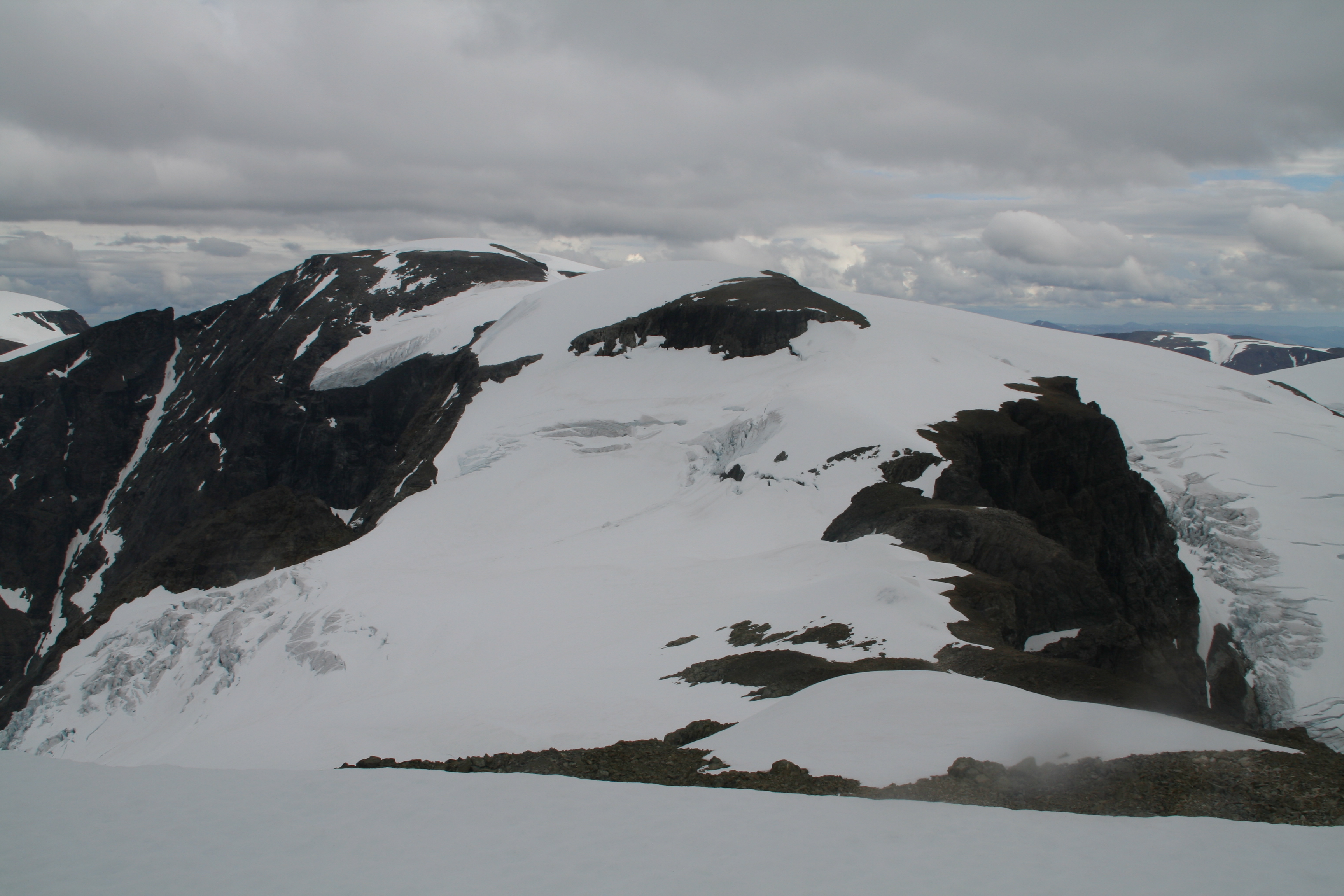
Jiekkevarri (links der Mitte), gesehen von Westen, vom Gipfel Holmbuktstind